# Final Crisis: Revelations
Final Crisis: Revelations (em português, Crise Final: Revelações) é uma minissérie de histórias em quadrinhos em cinco edições, publicada pela DC Comics. Escrita por Greg Rucka, com arte de Philip Tan, Jeff De Los Santos e Jonathan Glapion, as edições foram lançadas originariamente entre outubro de 2008 e janeiro de 2009.
A obra foi indicada na categoria "Outstanding Comic Book" do GLAAD Media Award.

## Contexto
Grant Morrison, autor de Final Crisis, perguntou a Geoff Johns e Greg Rucka se podiam escrever duas minisséries associadas aquele evento principal. Johns começou a trabalhar em Final Crisis: Legion of Three Worlds, enquanto Rucka iniciou um projeto inicialmente chamado de "Street Crisis", ou como a "Crise Final" teria afetado o Universo DC ao nível das ruas. Mas, Rucka concluiu que com essa abordagem não conseguiria material suficiente para uma minissérie.
Rucka discutiu o projeto com o editor Dan DiDio. Assim, foi decidido que os protagonistas da minissérie seriam os personagens Renee Montoya (que se transformara em Questão) e Crispus Allen (que agora era o hospedeiro do Espectro). Rucka afirmou que ele e DiDio concordaram que "não poderia haver realmente uma "Crise" no Universo DC sem que o Espectro fosse parte substancial disso" (tradução livre).
Em entrevista, Rucka disse que o núcleo da história seria a insatisfação de Crispus Allen com o seu papel de Espectro, ao contrário dos hospedeiros anteriores. Ele ficou profundamente decepcionado após a sua primeira missão como "espírito da vingança divina" ser assassinar o próprio filho.
A maior parte da trama se passa em Gotham City no dia em que a Equação Antivida foi desencadeada, na edição Final Crisis #3.

## Sinopse
Após o assassinato do Caçador de Marte, Crispus Allen (o Espectro), busca justiçar os responsáveis. Ele mata o Doutor Luz (Arthur Light), derrete Efígie e assassina todos os "Hangmen" antes que pudessem se juntar a Sociedade Secreta dos Supervilões. Ele então confronta Libra, o novo líder da Sociedade Secreta mas fracassa em seu intento e o vilão sobrevive, o que deixa Allen mais descrente com seu papel de vingador divino.
Ao mesmo tempo, Renee Montoya caça os seguidores do culto da "Bíblia do Crime" que a queriam como líder deles. Os fanáticos estão em busca da Lança do Destino. Durante o confronto, o Espectro surge para executar Montoya pelos seus crimes. Mas novamente é impedido em seu "julgamento", dessa vez pela chegada de Radiante, o Espírito da Misericórdia. Em sua identidade humana, essa entidade era a Irmã Clarice, assassinada por delinquentes juvenis que a espancaram e violaram. Assim como Espectro, Clarice também duvida de seu papel em um "plano divino", pois se mostra incapaz de perdoar seus assassinos.
Em Gotham City, a Equação Antivida de Darkseid já foi liberada e Montoya encontra uma Batwoman que sofreu de lavagem cerebral. Montoya, Espectro e Radiante ficam confinados em uma igreja, quando então eles debatem sobre a possibilidade de Deus tê-los abandonado.
A líder da Bíblia do Crime, Irmã Wrack encontra Vandal Savage numa cabana em ruínas. Usando a Lança do Destino, ela revela o vilão como sendo o assassino bíblico Caim. Com esse novo líder, os fanáticos vão para Gotham City, em busca da vingança contra o Espectro. Durante o confronto final, Caçadora surge para ajudar os heróis.

## Coletânea
Houve compilações da série em um único volume em trade paperback:
- Final Crisis: Revelations (coleção Final Crisis: Revelations #1–5, Final Crisis: Secret Files. 168 pages, capadura, agosto de 2009, ISBN 1-84856-351-5; paperback, agosto de 2010, ISBN 1-4012-2323-0)